# Раджшахі
Раджшахі (англ. Rajshahi, бенг. রাজশাহী) — місто в Бангладеш на річці Падма (рукаві Гангу), центр однієї з шести агломерацій країни.

## Клімат
Місто знаходиться у зоні, котра характеризується кліматом тропічних саван. Найтепліший місяць — червень із середньою температурою 29.6 °C (85.3 °F). Найхолодніший місяць — січень, із середньою температурою 17.8 °С (64 °F).
| Клімат Раджшахі         | Клімат Раджшахі | Клімат Раджшахі | Клімат Раджшахі | Клімат Раджшахі | Клімат Раджшахі | Клімат Раджшахі | Клімат Раджшахі | Клімат Раджшахі | Клімат Раджшахі | Клімат Раджшахі | Клімат Раджшахі | Клімат Раджшахі | Клімат Раджшахі |
| Показник                | Січ.            | Лют.            | Бер.            | Квіт.           | Трав.           | Черв.           | Лип.            | Серп.           | Вер.            | Жовт.           | Лист.           | Груд.           | Рік             |
| Середній максимум, °C   | 24,5            | 27,7            | 33,1            | 35,7            | 34,5            | 33,4            | 32,1            | 32,3            | 31,7            | 31,7            | 29,3            | 25,8            | 31              |
| Середня температура, °C | 17,8            | 20,4            | 25,5            | 29,2            | 29,4            | 29,6            | 29,1            | 29,2            | 28,7            | 27,5            | 23,6            | 19,2            | 25,7            |
| Середній мінімум, °C    | 11              | 13,1            | 17,8            | 22,7            | 24,3            | 25,8            | 26              | 26,1            | 25,6            | 23,2            | 17,9            | 12,6            | 20,5            |
| Норма опадів, мм        | 11.3            | 17.5            | 24.8            | 63.7            | 136.4           | 264.6           | 320.7           | 273.9           | 295.9           | 106.4           | 16.3            | 10.6            | 1542.1          |
| Днів з дощем            | 2               | 3               | 3               | 6               | 10              | 12              | 15              | 14              | 13              | 5               | 2               | 1               | 86              |
| ----------------------- | --------------- | --------------- | --------------- | --------------- | --------------- | --------------- | --------------- | --------------- | --------------- | --------------- | --------------- | --------------- | --------------- |
| Джерело: Weatherbase    |                 |                 |                 |                 |                 |                 |                 |                 |                 |                 |                 |                 |                 |